# Team Lagardère

Logo de Team Lagardère

Le Team Lagardère était une structure sportive professionnelle privée, créée en 2005 par Arnaud Lagardère au sein du Groupe Lagardère destinée à fédérer et promouvoir des sportifs professionnels de haut niveau. Elle a su en son sein de joueurs français de tennis de premier plan comme Richard Gasquet ou Paul-Henri Mathieu. Cette structure, qui a employé jusqu'à 32 salariés et était dotée d'un budget annuel de 7 millions d'euros, a été dissoute fin juillet 2010.

## Historique
Le Team Lagardère est créé en juin 2005 à Paris (Stade Jean-Bouin) et Sophia Antipolis. Orienté initialement vers le tennis, le Team visait à concurrencer les structures fédérales nationales de la Fédération française de tennis (FFT) pour offrir une alternative privée à la formation publique des jeunes champions. Le Team s'est ensuite élargi à l'athlétisme signant un partenariat avec la Fédération française d'athlétisme qui a provoqué quelques polémiques et inquiété quelques officiels de l'INSEP. 

### Tennis
De nombreux joueurs français ont fait partie du Team Lagardère : Richard Gasquet, Paul-Henri Mathieu, Michaël Llodra, Thierry Ascione, Julien Benneteau, Nicolas Devilder, Nicolas Mahut, Alizé Cornet...
Certains autres joueurs se sont également rapprochés du groupe sans en faire complètement partie, bénéficiant des structures d'entraînement physique comme c'est le cas d'Amélie Mauresmo.

### Athlétisme
Parmi les athlètes qui ont fait partie du groupe on peut citer Ayodelé Ikuesan, Teddy Venel ou Christophe Bonnet.
La cadette Anaïs Eudes, en remportant les Championnats du monde de Pentathlon moderne de la catégorie en 2007, permis à la structure Lagardère de remporter son premier titre sur la scène internationale.

### Autres
D'autres sportifs ont été accueillis pour bénéficier des structures d'entraînement physique comme l'escrimeuse Laura Flessel, la judokate Lucie Décosse ou le joueur handisport de tennis Michaël Jeremiasz. En 2007, la Team Lagardère s'est ouverte au tennis de table en prenant en charge des joueurs prometteurs tels Abdel-Kader Salifou.